# Општина Шимијан (Мехединци)
За друга значења, погледајте Шимијан (вишезначна одредница)
Општина Шимијан (рум. Comuna Șimian) је општина у округу Мехединци у Румунији. Налази се 3 километра од града Дробета-Турну Северин.
Према последњем попису из 2021. у општини је било 10.021 становник. Површина општине износи 64,39 km².

## Становништво и насеља
Општина Шимијан је по броју становника највећа општина у округу Мехединци. На попису 2021. године имала је 10.021 становника, за 371 више (+3,84%) од претходног пописа 2011. године када је било 9.650 становника.
Већину становништва чине Румуни (70,92%), а од мањина највише има Рома (8,75%). На попису 2021. је забележен пад броја Румуна, а повећање броја Рома у односу на претходни попис 2011. године.
| Етнички састав према попису из 2021.‍ | Етнички састав према попису из 2021.‍ | Етнички састав према попису из 2021.‍ | Етнички састав према попису из 2021.‍ | Етнички састав према попису из 2021.‍ |
| ------------------------------------ | ------------------------------------ | ------------------------------------ | ------------------------------------ | ------------------------------------ |
|                                      |                                      |                                      |                                      |                                      |
| Румуни                               | Румуни                               |                                      | 8.009                                | 79,92%                               |
| Роми                                 | Роми                                 |                                      | 877                                  | 8,75%                                |
| Непознато                            | Непознато                            |                                      | 1.135                                | 11,33%                               |

| Етнички састав према попису из 2011.‍ | Етнички састав према попису из 2011.‍ | Етнички састав према попису из 2011.‍ | Етнички састав према попису из 2011.‍ | Етнички састав према попису из 2011.‍ |
| ------------------------------------ | ------------------------------------ | ------------------------------------ | ------------------------------------ | ------------------------------------ |
|                                      |                                      |                                      |                                      |                                      |
| Румуни                               | Румуни                               |                                      | 8.248                                | 85,47%                               |
| Роми                                 | Роми                                 |                                      | 708                                  | 7,34%                                |
| Мађари                               | Мађари                               |                                      | 5                                    | 0,05%                                |
| Срби                                 | Срби                                 |                                      | 3                                    | 0,03%                                |
| Јевреји                              | Јевреји                              |                                      | 1                                    | 0,01%                                |
| Непознато                            | Непознато                            |                                      | 685                                  | 7,10%                                |

### Насеља
Општина се састоји из 8 насеља.
| Насеље          | Изворни назив | Број становника | Број становника | Број становника |
| Насеље          | Изворни назив | 2002.           | 2011.           | 2021.           |
| --------------- | ------------- | --------------- | --------------- | --------------- |
| Ваља Копчиј     |               | 163             | 148             | 142             |
| Дедовица Веке   |               | 120             | 81              | 79              |
| Дедовица Ноуа   |               | 402             | 392             | 405             |
| Дудашу          |               | 1.197           | 1.285           | 1.482           |
| Ергевица        |               | 400             | 295             | 337             |
| Пороина         |               | 270             | 266             | 220             |
| Чернеци         |               | 3.418           | 3.339           | 3.333           |
| Шимијан         |               | 3.700           | 3.844           | 4.023           |
| Општина Шимијан |               | 9.670           | 9.650           | 10.021          |